# Velîka Iablunivka, Smila
Velîka Iablunivka (în ucraineană Велика Яблунівка) este o comună în raionul Smila, regiunea Cerkasî, Ucraina, formată numai din satul de reședință.

## Demografie
Componența lingvistică a comunei Velîka Iablunivka
     Ucraineană (95,32%)
     Rusă (3,51%)
     Română (1,07%)
Conform recensământului din 2001, majoritatea populației comunei Velîka Iablunivka era vorbitoare de ucraineană (95,32%), existând în minoritate și vorbitori de rusă (3,51%) și română (1,07%).